# Tommy Godfrey
Tommy Godfrey (ur. 20 czerwca 1916 w Londynie - zm. 24 czerwca 1984 w Londynie) – brytyjski aktor charakterystyczny, wyspecjalizowany w graniu postaci posługujących się cockneyem.

## Kariera
W kinie zadebiutował w 1949 rolą konduktora autobusowego w filmie Passport to Pimlico w reżyserii Henry'ego Corneliusa. W 1960 po raz pierwszy wystąpił w telewizji, a ściślej w programie komediowym Somerset Maugham Hour. Łącznie zagrał w 76 filmach i serialach. Do najbardziej znanych obrazów z jego udziałem należały Work Is a Four-Letter Word (1968), Jeżeli... (1968), Ring of Bright Water (1969), From Beyond the Grave (1974) czy Muppety na tropie (1981). Na małym ekranie grał m.in. w takich produkcjach jak Mind Your Language, gdzie wcielał się w postać woźnego Sidneya, Love Thy Neighbour, Rewolwer i melonik, Bless This House, Till Death Us Do Part, Z-Cars, Softly, Softly, The Goodies czy On the Buses. 
Zmarł w swoim rodzinnym Londynie w czerwcu 1984, przeżywszy 68 lat. 